# Der Herr denket an uns, BWV 196
Der Herr denket an uns, BWV 196 (El Senyor ens té presents), és una cantata de Johann Sebastian Bach, estrenada a Arnstadt el 5 de juny de 1708.

## Origen i context
El text correspon als versicles 12 a 15 del salm 115: “Dona la glòria al teu nom”, més un “Amén” final. Cada un dels versicles dona lloc a un moviment, precedits d'una introducció orquestral. No es disposa de l'original d'aquesta cantata, però l'estructura, l'estil musical i la brevetat mostren que es tracta d'una de les primeres cantates de Bach, de l'època de Mülhausen. Tradicionalment s'ha acceptat que estava dedicada a una boda, en concret al casament, que tingué lloc a Arnstadt el 5 de juny de 1708, del pastor Johann Lorentz Stauber i Regina Wedemann, que era tia de la dona de Bach. Precisament aquest pastor havia casat Bach amb la seva cosina Maria Bàrbara, a Dornheim el 17 d'octubre de l'any anterior. Recentment s'ha qüestionat que sigui una cantata nupcial en considerar, entre altres raons, que el text és més adient per a una cerimònia de pregària o d'acció de gràcies. Altres cantates conservades per a cerimònies nupcials són, BWV 34a, BWV 120 a i BWV 197.

## Anàlisi
Obra escrita per a soprano, tenor, baix i cor; corda i baix continu. Consta de cinc números, 
1. Cor: Der Herr denket an uns und segnet uns (El Senyor pensa en nosaltres i ens beneeix)
2. Ària (soprano): Er segnet, die den Herrn fürchten (Ell beneeix aquells qui són temorosos del Senyor)
3. Ària (duet de tenor i baix): Der Herr segne euch je mehr und mehr (Que el senyor us multipliqui les gràcies)
4. Cor: Ihr seid die Gesegneten des Herrn (Sou els beneïts del Senyor)

El primer número és una simfonia que pot veure's com una peça independent amb un aire d'obertura francesa i sense gaire relació amb la resta de moviments. El cor del segon número comença amb un plantejament de motet amb una fuga a la part central. L'ària de soprano del tercer moviment, molt breu, ja té un aire modern, que contrasta amb l'arcaisme del cor anterior, i una estructura tripartita amb la repetició de la primera secció. El duet de tenor i baix del quart número torna a l'estil arcaïtzant i en el text s'al·ludeix a la progenitura dels esposos: “Que el senyor us multipliqui les gràcies, A vosaltres i als vostres infants”. El cor final està dividit en dues parts, en la primera sobre una corda brillant i alegre el cor canta, de manera homòfona, les aclamacions i en la segona hi ha una doble fuga amb la participació de tot els instruments. Té una durada de gairebé un quart d'hora.

## Discografia seleccionada
John Eliot Gardiner no la inclou en la The complete live recordings from the Bach Cantata Pilgrimage per a (Soli Deo Gloria).
- J.S. Bach: Das Kantatenwerk. Sacred Cantatas Vol. 10. Nikolaus Harnoncourt, Concentus Musicus Wien, Tölzer Knabenchor (Gerhard Schmidt-Gaden, director), Helmut Wittek (solista del cor), Kurt Equiluz, Thomas Hampson. (Teldec), 1994.
- J.S. Bach: Complete Cantatas Vol. 1. Ton Koopman, Amsterdam Baroque Orchestra & Choir, Barbara Schlick, Guy de Mey, Klaus Mertens. (Challenge Classics), 2004.
- J.S. Bach: Cantatas Vol. 1. Masaaki Suzuki, Bach Collegium Japan, Yumiko Kurisu, Koki Katano, Peter Kooij. (BIS), 1995.
- J.S. Bach: Church Cantatas Vol. 59. Helmuth Rilling, Würtembergisches Kammerorchester Heilbron, Gächinger Kantorei Stuttgart, Doris Soffel, Aldo Baldin, Niklaus Tüller. (Hänssler), 1999.
- J.S. Bach: Early Cantatas Vol. 1. Purcell Quartet, Emma Kirkby, Charles Daniels, Peter Harvey. (Chandos), 2004.